# 巴特勒鎮區 (印地安納州邁阿密縣)
巴特勒鎮區（英語：Butler Township）是位於美國印地安納州邁阿密縣的一個行政鎮區。

## 地方資料
根據2010年美國人口普查的數據，巴特勒鎮區的面積為77.30平方千米，當中陸地面積為74.90平方千米，而水域面積為2.40平方千米。當地共有人口866人，而人口密度為每平方千米11.2人。